# Luce Baillargeon
Pour les articles homonymes, voir Baillargeon.
Luce Baillargeon est une judoka canadienne originaire de Saint-Thomas-d’Aquin, au Québec. Née le 24 juillet 1977, elle a représenté le Canada lors de nombreuses compétitions internationales, notamment aux Jeux olympiques de 2000 à Sydney.

## Biographie

### Jeunesse et débuts
Dès l’âge de huit ans, Luce Baillargeon commence le judo dans le sous-sol de l’école primaire de Saint-Thomas-d’Aquin. Rapidement passionnée, elle rejoint le Club de judo de Saint-Hyacinthe, où elle gravit les échelons. En 1994, elle remporte une médaille d’argent au Championnat du monde junior,.

### Carrière internationale
Elle est sélectionnée par l'équipe nationale à l’âge de 16 ans. Elle déménage à Montréal pour s'entraîner au centre national, ce qui marque le début de sa carrière internationale. En 1997, elle se classe cinquième lors du Championnat du monde à Paris, un résultat qui la rapproche des Jeux olympiques.
Lors du tournoi des Jeux olympiques de 2000 à Sydney, elle participe dans la catégorie des moins de 52 kg (poids mi-léger). Après une défaite initiale face à la Japonaise Noriko Narazaki, elle remporte un combat contre la Coréenne Jae-Sim Jang avant de s’incliner face à l'Algérienne Salima Souakri lors du repêchage. Elle termine la compétition au 9e rang, devenant la première femme de Saint-Thomas-d’Aquin à participer aux Jeux olympiques.

### Fin de carrière
Malgré son succès, Luce Baillargeon ne participe pas aux Jeux olympiques d’Athènes en 2004 en raison de critères de sélection stricts du Comité olympique canadien, bien qu'elle ait rempli la majorité des exigences. En 2005, elle annonce discrètement sa retraite, épuisée mentalement après des années de compétition.

### Vie personnelle
Après sa carrière sportive, Luce Baillargeon devient policière au Service de police de Montréal. Mère de deux enfants, elle reste reconnaissante envers ses parents et ses entraîneurs, qui l’ont soutenue tout au long de son parcours. Bien qu’éloignée des tatamis, elle a repris contact avec le judo grâce à ses enfants, qui ont essayé ce sport.

## Palmarès
| Date             | Position | Compétition                               | Type  | Catégorie |
| ---------------- | -------- | ----------------------------------------- | ----- | --------- |
| 18 mai 2004      | 1re      | Championnats canadiens Kitchener Ontario  | NC    | U52       |
| 14 février 2004  | 2e       | Tournoi A Leonding                        | WCup  | U52       |
| 19 octobre 2003  | 3e       | Rendez-Vous Canada Montréal               | IT    | U57       |
| 25 mai 2003      | 1re      | Championnats canadiens Prince Albert      | NC    | U57       |
| 23 février 2003  | 3e       | Coupe Matsumae Vienne                     | IT    | U57       |
| 16 février 2003  | 7e       | Tournoi A Leonding                        | WCup  | U57       |
| 20 octobre 2002  | 3e       | Rendez-Vous Canada Montréal               | IT    | U57       |
| 9 octobre 2002   | 1re      | Coupe du Canada Québec Canada             | IT    | U57       |
| 31 juillet 2002  | 3e       | Jeux du Commonwealth Manchester           | CWG   | U57       |
| 16 juin 2002     | 2e       | Tournoi international Alghero             | IT    | U57       |
| 19 mai 2002      | 1re      | Championnats canadiens Sept-Îles Québec   | NC    | U57       |
| 7 avril 2002     | 3e       | Tournoi A Minsk                           | WCup  | U57       |
| 16 février 2002  | 5e       | Tournoi A Leonding                        | WCup  | U57       |
| 29 octobre 2001  | 1re      | Rendez-Vous Canada Montréal               | IT    | U57       |
| 14 octobre 2001  | 3e       | IMCA America US Open Las Vegas            | IT    | U57       |
| 6 octobre 2001   | 1re      | Québec Senior Open Montréal               | IT    | U57       |
| 17 juillet 2001  | 2e       | Jeux de la Francophonie Ottawa            | IT    | U57       |
| 16 juin 2001     | 3e       | Open d'Allemagne Bonn                     | IT    | U57       |
| 10 juin 2001     | 3e       | Tournoi Tre Torri Corridonia              | IT    | U57       |
| 20 mai 2001      | 2e       | Championnats canadiens Saint-Hyacinthe    | NC    | U57       |
| 25 mars 2001     | 3e       | Open féminin belge Arlon                  | IT    | U57       |
| 18 mars 2001     | 3e       | Open de Pologne Varsovie                  | WCup  | U57       |
| 10 mars 2001     | 5e       | Grand Prix ARAL Prague                    | WCup  | U57       |
| 19 novembre 2000 | 1re      | Open de Suède Malmö                       | IT    | U57       |
| 11 novembre 2000 | 1re      | Open de Finlande Helsinki                 | IT    | U57       |
| 29 octobre 2000  | 1re      | Rendez-Vous Canada Montréal               | IT    | U57       |
| 24 octobre 2000  | 3e       | US Open Denver                            | IT    | U57       |
| 2 juillet 2000   | 1re      | Championnats du Commonwealth Stephenville | CWC   | U57       |
| 16 avril 2000    | 3e       | Championnats canadiens Montréal           | NC    | U57       |
| 18 mars 2000     | 3e       | Open féminin belge Arlon                  | IT    | U57       |
| 9 octobre 1999   | 7e       | Championnats du monde Birmingham          | WCh   | U52       |
| 5 août 1999      | 3e       | Jeux panaméricains Winnipeg               | Panam | U52       |
| 16 mai 1999      | 1re      | Championnats canadiens Winnipeg           | NC    | U52       |
| 28 mars 1999     | 7e       | Grand Prix Città di Roma                  | WCup  | U52       |
| 24 octobre 1998  | 1re      | US Open Colorado Springs                  | IT    | U52       |
| 15 mai 1998      | 2e       | Championnats canadiens Le Gardeur         | NC    | U52       |
| 22 février 1998  | 5e       | Masters mondiaux Munich                   | WCup  | U52       |
| 14 décembre 1997 | 3e       | Tournoi de Fukuoka Japon                  | IT    | U52       |
| 11 octobre 1997  | 5e       | Championnats du monde Paris               | WCh   | U52       |
| 16 mai 1997      | 1re      | Championnats canadiens Lethbridge         | NC    | U52       |
| 9 mars 1997      | 3e       | Coupe de Prague                           | WCup  | U52       |
| 2 mars 1997      | 1re      | Tournoi A Budapest Bank Cup               | WCup  | U52       |
| 25 octobre 1996  | 1re      | US Open Colorado Springs                  | IT    | U52       |
| 21 avril 1996    | 3e       | Championnats canadiens Sept-Îles Québec   | NC    | U52       |
| 20 mai 1995      | 3e       | Championnats canadiens Burnaby            | NC    | U52       |
| 3 novembre 1994  | 2e       | Championnats du monde juniors Le Caire    | WJC   | U52       |
| 21 mai 1994      | 3e       | Championnats canadiens Sherbrooke         | NC    | U52       |